# 豊見城市立豊見城中学校
豊見城市立豊見城中学校（とみぐすくしりつ とみぐすくちゅうがっこう）は、沖縄県豊見城市にある市立中学校。生徒は900名以上。

## 通学区域
字豊見城全域
字宜保1～374、376～381、431～432
字上田1～16、41～189、206-2、232～250（243-1を除く）、252、254～264、266～308、488～675
字高安1～482、485～501、503～507、509～511、513、517～530、549、551
字渡嘉敷123～132、134～140、142～145、149～150、154-2、155～168、170～172
字平良全域
字高嶺全域
字饒波736～940

## 著名な出身者
- 宜保晴毅 - 元豊見城市長
- 金村尚真 -プロ野球選手